# Cancer 4 Cure
Cancer 4 Cure ist das dritte Soloalbum des US-amerikanischen Hip-Hop-Musikers El-P. Es erschien am 22. Mai 2012 über das Independent-Label Fat Possum Records. Das Stück The Full Retard wurde als Single ausgekoppelt. El-P widmete das Album dem 2008 verstorbenen Rapper Camu Tao.

## Titelliste
1. Request Denied – 4:32
2. The Full Retard – 3:39

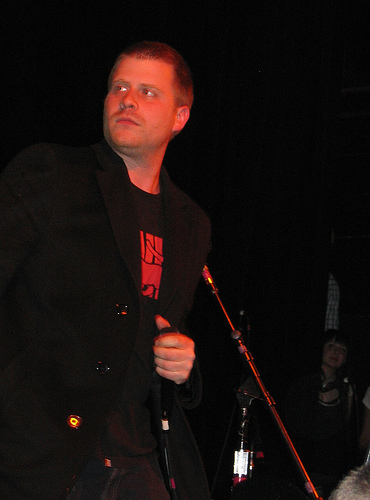
El-P

3. Works Every Time (mit Paul Banks) – 3:35
4. Drones Over Bklyn – 5:49
5. Oh Hail No (mit Mr. Muthafuckin' eXquire und Danny Brown) – 3:41
6. Tougher Colder Killer (mit Killer Mike und Despot) – 3:39
7. True Story – 3:14
8. The Jig Is Up – 3:18
9. Sign Here – 2:51
10. For My Upstairs Neighbor (Mums the Word) – 3:15
11. Stay Down (mit Nick Diamonds) – 3:10
12. $4 Vic/Nothing but You+Me (FTL) – 8:23

## Rezeption

### Charts
Cancer 4 Cure erreichte Platz 61 der US-amerikanischen Album-Charts, den Billboard 200. In der ersten Woche wurden 6.600 Einheiten des Albums verkauft.

### Kritik
Die E-Zine Laut.de bewertete El-Ps Album mit vier von fünf möglichen Punkten. Dani Fromm charakterisiert Cancer 4 Cure als Musik, die beim Hören vermittele, „dass sich jeden Moment die Erde auftut […] und dass unmittelbar die Apokalypse losbricht.“ Dies verdiene das Attribut „grandios“. Bereits im ersten Stück Request Denied senke sich „eine beklemmende Atmosphäre […] übers Land“. Die Instrumentierung zeichne sich durch „dominante Drums“ aus, hinter „denen sich Orgeltöne und fiepsige Elektronik mehr erahnen als konkret ausmachen lassen“. El-P zeichne sich durch einen „Unwille[n] zum Glück“ aus, der sich sowohl in der Musik als auch in den Texten manifestiere. Ende 2012 wählte die Redaktion von Laut.de Cancer 4 Cure auf Platz 22 ihrer Liste der „25 besten Hip Hop-Alben 2012“.